# Zahnung
Zahnung ist die meistens regelmäßige Ausformung eines technischen Gegenstands mit Zähnen, Zacken oder Zinken (im oberdeutschen Raum auch Zurken genannt).

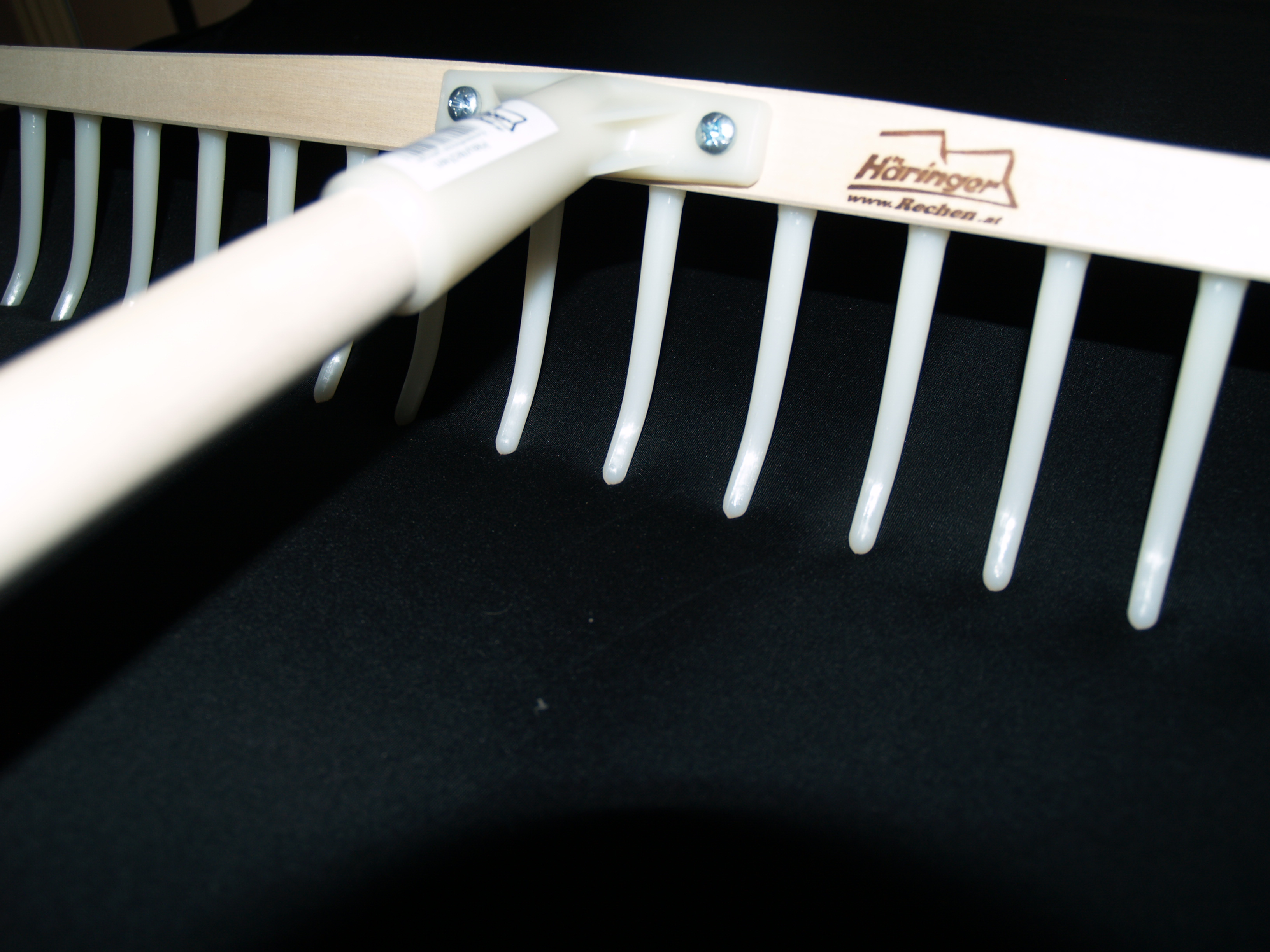
Zinken eines Heurechens

- Verzahnen, Sandstrahlen, Rändeln und Riffeln: Ausformung mit Zähnen und Zacken.
- Rechen, Gabel und Kamm: Ausformung mit Zinken (Zurken).

Nicht zu verwechseln ist die Zahnung mit der Zähnung, die durch das Abtrennen perforierter Materialien an deren Rand entsteht, wie beispielsweise bei Briefmarken.